# Tsjantsjati
Tsjantsjati (Georgisch: ჭანჭათი) is een dorp in het zuidwesten van Georgië met ongeveer 500 inwoners, gelegen in de regio Goeria, in de uiterste zuidoosthoek van de gemeente Lantsjchoeti. Het dorp is gesitueerd aan de zuidkant van het Goeriagebergte, in de vallei van de Soepsa, de grootste rivier van Goeria. 

## Archeologische vondsten
In het dorp zouden in 1958 twee Poolse zilveren munten gevonden zijn. Deze munten bevestigen in combinatie met eerdere vondsten in Goeria de relatie van het Vorstendom Goeria met het Pools-Litouwse Gemenebest in het begin van de 17e eeuw.

## Demografie
Volgens de volkstelling van 2014 had Tsjantsjati 499 inwoners. Het dorp was volgens deze volkstelling mono-etnisch Georgisch (99,6%).
| Aantal                                           | 669 | 499 |
| Verantwoording data: Volkstellingen 2002 en 2014 |     |     |

## Bestuurlijke indeling
Tsjantsjati is onderdeel van de administratieve dorpsgemeenschap (თემი, temi) Aketi, dat ook de nabijgelegen dorpen Gagoeri en Neder- en Boven-Aketi omvat. De Tsjantsjati plattelandsgemeenschap werd opgericht in 1920, maar in de Sovjetperiode trad Tsjantsjati toe tot de Aketi plattelandsgemeenschap.

## Geboren
- Silibistro Dzjibladze (1859–1922), oprichter van Mesame Dasi, de voorloper van de Sociaaldemocratische Partij van Georgië. Lid van Nationale Raad van Georgië, ondertekenaar onafhankelijkheidsakte, lid van grondwetgevende vergadering van de Democratische Republiek Georgië.
- Vasil Tsoeladze (1889–1969), lid van Nationale Raad van Georgië, ondertekenaar onafhankelijkheidsakte, lid van grondwetgevende vergadering van de Democratische Republiek Georgië.